# Кошляки (Житомирський район)
Кошляки́ — село в Україні, у Житомирському районі Житомирської області, Входить до складу Квітневої сільської громади. Населення становить 280 осіб.

## Історія
За часів царської Росії село належало до Романівської волості Сквирського повіту Київської губернії.
За працею Лаврентія Похилевича видання 1864 року, на той час село належало Василю Косовичу. Жителів обох статей було 242, землі 560 десятин.
У 1923—1954 роках — адміністративний центр Кошляківської сільської ради Попільнянського району Житомирської області.

## Населення

### Мова
Розподіл населення за рідною мовою за даними перепису 2001 року:
| Мова       | Відсоток |
| ---------- | -------- |
| українська | 97,86%   |
| угорська   | 1,07%    |
| російська  | 1,07%    |